# کلوبنزپام
کلوبنزپام (انگلیسی: Clobenzepam) یک داروی آنتی هستامین و آنتی کولینرژیک است.